# Till Death Tear Us Apart
Till Death Tear Us Apart (en chino, 愉此一生; pinyin, Yu ci Yisheng) es una serie web china estrenada el 14 de febrero de 2017 por QQLive. La serie fue dirigida por Cheng Peng, escrita por Bi Yanwei y protagonizada por Jiang Zi-le y Yan Zi-dong.
La serie se basa en la novela Love in a Blaze / A Lifetime Love de Nan Zhi y narra la historia de Liu Yu-sheng, un joven profesor educado tanto en las artes orientales como occidentales, quien secretamente forma parte del Partido Comunista en un país dividido por la política y en medio de una guerra civil. Firme a sus ideales, el mundo de Liu Yusheng comienza a cambiar tras reencontrarse con Zhou Yao-hua, un antiguo compañero de clases miembro del Partido Nacionalista, de quien pronto comienza a enamorarse y le hará debatirse entre su lealtad al partido o el amor. La serie fue transmitida de forma exclusiva en el sitio Tencent Video de Tencent Holdings desde el 14 de febrero de 2017, aunque gran parte de los episodios fueron censurados por las autoridades chinas poco después de su estreno.

## Argumento
China, 1944. El país se encuentra dividido por una longeva guerra civil entre el Partido Comunista y el Partido Nacionalista (también llamado kuomintang). Liu Yu-sheng (Jiang Zi-le) es un joven proveniente de una familia rica que tras regresar de estudiar del extranjero, descubre que su herencia ha sido robada por otros miembros de su familia. Para ganarse la vida, consigue un empleo como profesor en una pequeña escuela rural. Recatado e idealista, Liu Yu-sheng aparenta ser alguien perfecto; lo que nadie conoce es que es un comunista que trabaja secretamente desde las sombras. Un día, se reencuentra con un viejo compañero de escuela, Zhou Yao-hua (Yan Zi-dong), y el amor pronto comienza a surgir entre ambos jóvenes. Sin embargo, Zhou Yao-hua es nacionalista y al igual que la mayoría de la gente en el país, odia a los comunistas. Así comienza la difícil toma de decisiones de Yu-sheng, cuya lealtad se dividirá entre su trabajo como informante y su amor por Zhou Yao-hua.

## Producción
El lanzamiento de la serie fue anunciado el 8 de noviembre de 2016. El 10 de noviembre, fue lanzado un tráiler promocional. A pesar de que la historia se basa en una novela, la serie en sí fue creada como una continuación de Love is More Than a Word, la cual fue cancelada en septiembre de 2016 por las autoridades chinas, dejando tramas inconclusas y sin resolver. El reparto principal de la serie está encabezado por los mismos actores de Love is More Than a Word, dando a entender así la idea de reencarnación de los personajes.

## Reparto
| Actor          | Papel        | Descripción |
| -------------- | ------------ | --- |
| Jiang Zi-le    | Liu Yu-sheng | Protagonista principal. Mantiene una fachada como profesor de una pequeña escuela, cuando en realidad es un miembro activo del Partido Comunista y se desempeña como informante en secreto. Inicialmente, no logra entender los sentimientos de Zhou Yao-hua hacia él, pero con el tiempo lo va descubriendo.                                                                      |
| Yan Zi-dong    | Zhou Yao-hua | Coprotagonista de la historia, un viejo compañero de escuela de Liu Yu-sheng. Proviene de una familia prominente y adinerada, también es un buen hombre de negocios. Desconoce de la verdadera identidad de Liu Yu-sheng. |
| Myron          | Liu Yu-shao  | Primo de Liu Yu-shen. Al igual que este, también es miembro del Partido Comunista. No es muy inteligente y carece de habilidades especiales, aunque ha demostrado ser muy dedicado y dueño de una personalidad ingenua e inocente. Comienza a sentirse atraído por A-Yan. |
| Lu Zhuo        | A-Yan        | Sirviente personal de Zhou Yao-hua. Cuando era joven fue vendido a Estados Unidos, tras lo cual fue rescatado por Zhou Yao-hua, quien a su vez había sido obligado a ir a América por su padre para ingresar a la milicia. A-Yan ingresó al ejército en lugar de Zhou Yao-hua, por lo que posee grandes habilidades de lucha. Tiene una relación muy estrecha junto a Liu Yu-Shao. |
| Yang Kai-cheng | A-Kuan       | Uno de los miembros del Partido Comunista y colega de Liu Yu-sheng. |
| Zhou Yi        | Zhou Yao-min | Hermana mayor de Zhou Yao-hua. Militar y ferviente defensora del Partido Nacionalista. |
| Jiang Shi-meng | Sra. Zhao    | Casera de Liu Yu-sheng. Es viuda y tiene tres hijas. |
| Zhang Yi-chang | Zhao Jia-li  | Una de las estudiantes de Liu Yusheng. |
| Hong Yue       | Mu Cai-yi    | Pretendiente de Zhou Yao-hua; sin embargo, este rechaza sus sentimientos. |

## Censura
La serie, de igual manera que su predecesora, sufrió de la censura de las autoridades, lo que resultó que muchos de los episodios fueron acortados o escenas románticas entre los personajes fueran eliminadas. Love is More Than a Word y Till Death Tear Us Apart no fueron las primeras series de temática gay en sufrir la censura de las autoridades; la popular serie Addicted sufrió el mismo destino, lo que motivó varias campañas y quejas por la decisión.